# Zelda Williams

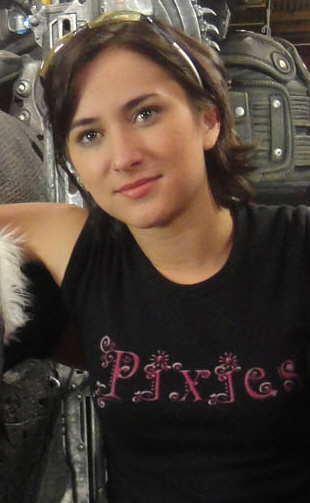
Zelda Williams (2011)

Zelda Rae Williams (* 31. Juli 1989 in New York City) ist eine US-amerikanische Schauspielerin und Regisseurin. Sie ist die Tochter des Schauspielers Robin Williams.
Benannt wurde sie nach der Prinzessin aus den „The Legend of Zelda“-Spielen. Den ersten Stein für ihre Karriere legte sie 2004 mit ihrer Rolle als Melissa Loggia, dem großen Schwarm des Hauptcharakters in House of D. 2007 gewann sie einen Platz im „100 Most Beautiful People“-Ranking des People Magazine.

## Werdegang
Williams wurde 1989 in New York City geboren. Ihre Mutter ist die Filmproduzentin Marsha Garces, Robin Williams’ zweite Frau. Außerdem hat sie noch einen älteren Halbbruder namens Zachary Pym Williams (* 1983) und einen jüngeren Bruder namens Cody Alan Williams (* 1991). Zelda Williams wurde nach Angaben ihres Vaters wegen seiner persönlichen Leidenschaft für Videospiele nach Prinzessin Zelda benannt:

„I’m a videogame junkie. What’d you expect from a kid named after one?“

„Ich bin ein Videospiel-Junkie. Was erwarten Sie von einem Kind, das nach einem benannt ist?“

## Karriere
Williams’ Schauspielkarriere begann mit einer Rolle in dem amerikanischen Film House of D. in der Rolle der großen Jugendliebe des Protagonisten. Auch ihr Vater spielte eine Nebenrolle in der Produktion. Obwohl der Film gemischte Kritiken erhielt, wurde Williams’ Leistung allgemein gut bewertet. Danach wirkte Zelda Williams in mehreren Independent-Filmen mit, darunter im Musical Wäre die Welt mein.
Zelda Williams warb zusammen mit ihrem Vater für die Neuauflage des Nintendo-Spiels The Legend of Zelda: Ocarina of Time für den Nintendo 3DS sowie The Legend of Zelda: Skyward Sword für die Nintendo Wii.
Mit der Horrorkomödie Lisa Frankenstein (2024) gab sie ihr Debüt als Regisseurin in einem Langspielfilm.

## Filmografie
- 1994: In Search of Dr. Seuss
- 1995: Nine Months
- 2004: House of D
- 2008: Wäre die Welt mein (Were the World Mine)
- 2009: Don’t Look Up – Das Böse kommt von oben (Don’t Look Up)
- 2010: See You on the Other Side
- 2010: Jezuz Loves Chaztity
- 2010: Detention – Der Tod sitzt in der letzten Reihe (Detention)
- 2011: Stupid Questions
- 2012: A Beer Tale
- 2012: Noobz
- 2012: Checked Out (Miniserie, 4 Episoden)
- 2013: Never
- 2014: Die Legende von Korra (The Legend of Korra, Fernsehserie, 11 Episoden, Stimme)
- 2015–2017: Teenage Mutant Ninja Turtles (Fernsehserie, 5 Episoden, Stimme)
- 2016: Dead of Summer (Fernsehserie, 10 Episoden)
- 2016: Girl in the Box
- 2017: Criminal Minds (Fernsehserie, Episode 13x09)
- 2017: Stitchers (Fernsehserie, Episode 3x06)
- 2018: Locating Silver Lake
- 2018: Shrimp (Fernsehfilm) auch Buch und Regie
- 2019: Dark/Web (Fernsehserie, Episode 1x03) auch Buch und Regie
- 2019: Jane the Virgin (Fernsehserie, Episode 5x06)
- 2019–2020: Rise of the Teenage Mutant Ninja Turtles (Fernsehserie, 10 Episoden, Stimme)
- 2024: Lisa Frankenstein (Regie)